# アリーン・ベイリー
アリーン・ベイリー（Aleen Bailey、1980年11月25日 - ）は、ジャマイカの陸上競技選手。短距離を専門とする選手で、2004年アテネオリンピックの金メダリストである。ジャマイカ北東部セント・メアリー教区出身。

## 経歴
ベイリーは、サウスカロライナ大学出身で、2003年の全米大学選手権では、100m、200mで圧倒的な優勝候補であったムナ・リーを下して2冠を達成。2004年のアテネオリンピックにはジャマイカ代表として100m、200m、4×100mリレーの3種目に出場。100mは5位、200mは4位と、メダルには手が届かなかった。しかし、ベロニカ・キャンベル、タイナ・ローレンス、シェローン・シンプソンとともに挑んだ4×100mリレーでは、41秒73のジャマイカ新記録で金メダルを獲得した。
ベイリーは、2005年のヘルシンキで行われた世界選手権の4×100mリレーでも銀メダルを獲得。2007年のパンアメリカン競技大会の同種目でも金メダルを獲得した。
ベイリーは、2008年北京オリンピックでも4×100mリレーに出場。予選のみの出場であったが、42秒24で出場16か国中トップで決勝に進出。決勝は、100mでメダルを独占した3選手と200mの金メダリストのキャンベルの4人で、金メダル獲得が濃厚であったが、バトンミスでゴールすることができなかった。
レゲエ歌手のケイプルトンは、ベイリーの兄である。

## 自己ベスト
- 100m - 11秒04 (2004年7月23日)
- 200m - 22秒33 (2004年8月24日)

## 主な実績
| 年   | 大会                               | 場所                       | 種目         | 結果      | 記録   |
| ---- | ---------------------------------- | -------------------------- | ------------ | --------- | ------ |
| 1999 | 世界陸上選手権                     | セビリヤ(スペイン)         | 4×100mリレー | 3位       | 42秒15 |
| 2001 | 世界陸上選手権                     | エドモントン(カナダ)       | 200m         | 7位（qf） | 23秒70 |
| 2003 | 世界陸上選手権                     | パリ(フランス)             | 100m         | 6位       | 11秒07 |
| 2003 | 世界陸上選手権                     | パリ(フランス)             | 200m         | -（sf）   | DNF    |
| 2004 | オリンピック                       | アテネ(ギリシャ)           | 100m         | 5位       | 11秒05 |
| 2004 | オリンピック                       | アテネ(ギリシャ)           | 200m         | 4位       | 22秒42 |
| 2004 | オリンピック                       | アテネ(ギリシャ)           | 4×100mリレー | 1位       | 41秒73 |
| 2004 | IAAFワールドアスレチックファイナル | モンテカルロ(モナコ)       | 100m         | 2位       | 11秒16 |
| 2004 | IAAFワールドアスレチックファイナル | モンテカルロ(モナコ)       | 200m         | 3位       | 22秒84 |
| 2005 | 世界陸上選手権                     | ヘルシンキ(フィンランド)   | 100m         | 5位（sf） | 11秒23 |
| 2005 | 世界陸上選手権                     | ヘルシンキ(フィンランド)   | 4×100mリレー | 2位       | 41秒99 |
| 2007 | パンアメリカン競技大会             | リオデジャネイロ(ブラジル) | 4×100mリレー | 1位       | 43秒58 |
| 2007 | 世界陸上選手権                     | 大阪(日本)                 | 200m         | 6位       | 22秒72 |
| 2008 | オリンピック                       | 北京(中国)                 | 4×100mリレー | 1位（sf） | 42秒24 |

- sfは準決勝（予選）、qfは予選